# Jos Koning
Jos Koning (Amsterdam, 1950) is een Nederlandse violist. Hij is ook bespeler van de vijfsnarige altviool. Daarnaast is hij musicoloog en doctor (niet bewezen) in de sociale wetenschappen.

## Levensloop
Hij is opgeleid aan de conservatoria in Amsterdam, Hilversum en Arnhem. Hij schreef diverse publicaties op musicologisch terrein en enkele muziekboeken. Hij is een zeer actief strijkdocent. Koning heeft meegewerkt aan tal van ensembles in allerlei genres, onder meer in de folk-ensembles Crackerhash (tot 1982), Perelaar, Windkracht Acht, Morannon (rock), Campanula (barok) en Twee Violen en een Bas. 
Koning werkte met Bert Aalbers (accordeon, gitaar en zang) en Peer van der Burgh (accordeon, gitaar en zang) in het trio Windkracht Acht. Met Bert Aalders vormde hij ook nog het duo Brandaris. Bert Aalders overleed op 20 februari 2007 op 63jarige leeftijd aan kanker.
In Het Beleg van Nijmegen heeft hij een trio met Ben Dirks (gitaar) en Philip Augusteyn (bas). Duo Kortom bestaat uit Koning en zanger/gitarist Ben Dirks. 

## Discografie (gedeeltelijk)
- Op de Wilde Vaart - met Wilskracht Acht

Met Crackerhash:
- The Elfin Knight
- Dommelbeschuit (met Dommelvolk)
- Napoleon Crossing The Rhine
- Don't Forget Your Old Shipmate - 1982

Met Twee Violen en een Bas:
- Amsterdam 1700 - Syncoop - 5751 CD 115
- Twee eeuwen Hollandse Dansmuziek -  Syncoop - 5756 CD 198
- De Streken van Rembrandt - Syncoop - 5765 CD 282

## Publicaties
- Speelboek Twee Violen en een Bas (auteur Jos Koning)
- Speelboek Twee Violen en een Bas 2 (auteur Jos Koning)
- Speelboek De Streken van Rembrandt (auteur Jos Koning)